# 田村花恋
田村 花恋（たむら かれん、1995年5月7日 - ）は、日本の舞台女優。群馬県伊勢崎市出身。血液型はO型。
2015年より、東宝芸能所属。

## 出演

### 舞台・ミュージカル
- パーフェクトファミリー!?（2003年）ポラン 役
- ミュージカル マルコ〜母をたずねて三千里〜 前橋公演（2004年）アンサンブル
- イマジンミュージカル あしながおじさん 前橋公演（2006年）アンサンブル
- 前橋高崎市民ミュージカル マルコ〜母をたずねて三千里〜（2007年）ロッソ 役
- ファミリーミュージカル 魔法使いサリー（2008年）主演・夢野サリー 役[3]
- オフ・オフ・パフォーマンス ラブリーズ〜君に捧げるハーモニー〜（2009年）久野里沙子 役
- あの星空に未来を描け!（2009年）アオイ 役、ルミナ 役
- ミュージカル きみにとどけ・・・〜この愛 永遠に時をこえて〜（2010年・2011年）主演・ミーシャ 役、振付[4][5]
- 東京俳優市場2011春[6] 第二話 ザ・モンスタースチューデンツ&ティーチャーズ（2011年）はるか 役
- オフ・オフ・パフォーマンス ラブリーズ〜きみの迷い道〜（2012年）守口翼 役
- 3LDK第9回公演「（改訂版）おい！オヤジ。」（2012年）矢島亜紀子　役
- 東京俳優市場番外公演「池袋レインボウズ〜season1〜」（2013年）シングルキャスト・主演・緑　役[7]
- ハーモニー第3回公演 ミュージカル『シュークリーム』（2013年）広崎　愛子役[8]
- ミュージカルアカデミー卒業公演「Les Misérables」コゼット役（2015年）
- ハーモニー第4回公演　ミュージカル『シュークリーム』（2015年）広崎　愛子役
- 3LDK第11回公演「カサブタかきむしれっ！」園部　灯役（2016年）

### 映画
- サドル184ペダル∞[9]（2008年）田嶋早紀 役

## エピソード
妹の田村芽実が、2011年にスマイレージのサブメンバーオーディションが行われることを知ってショックを受けている姿を見て、オーディションを受けて、大好きなスマイレージと一緒にやってみたらと背中を押して、応募を薦めた。サブメンバーとして合格するも、自主練習を自宅で行う姿を見て、妹に間違っていたことを薦めてしまったのかと、悩んだ事もあったが、コンサート中に笑顔を見せる様子などを見て、よかったと思えるようになった。
正規メンバー昇格条件の一環として、サブメンバー4名の写真をブログやツイッターに載せてもらうべく依頼する、という「笑顔うpキャンペーン」が行われたが、自身も妹の姿をブログに掲載し、ぜひ載せてくださいと妹の正規メンバー昇格を願っていたこともある。